# ファラオのように
「ファラオのように」は、日本のヘヴィメタルバンド・聖飢魔IIの11枚目の小教典（シングル）。B.D.9年（1990年）10月21日に発布された。

## 解説
大教典『有害』からのシングルカット。

## 収録曲
1. ファラオのように
  - 作詞：デーモン小暮、作曲：エース清水、編曲：聖飢魔II、松崎雄一

『有害』に収録されているものに比べ、収録時間と歌詞の一部が異なっている。
2. 織田信長
  - 作詞：デーモン小暮、作曲：ゼノン石川、編曲：聖飢魔II、松崎雄一

武将・戦国大名の織田信長をモチーフにした楽曲。歌詞に「家康」や「光秀」、「秀吉」が登場する。